# Up (Inna)
Up è un singolo della cantante rumena Inna, pubblicato il 22 ottobre 2021.
È stato candidato per due Romanian Music Awards.

## Video musicale
Il video musicale, reso disponibile il 17 dicembre 2021, è stato diretto da Bogdan Păun.

## Tracce
Testi e musiche di Elena Alexandra Apostoleanu, Alex Cotoi, Minelli, Marcel Botezman e Sebastian Barac.
Download digitale, streaming
1. Up – 2:30

Download digitale, streaming – Casian Remix
1. Up (Casian Remix) – 2:07

Download digitale, streaming – Robert Cristian Remix
1. Up (Robert Cristian Remix) – 2:12

Download digitale, streaming – 2ª versione
1. Up (con Sean Paul) – 2:28

## Classifiche

### Classifiche settimanali
| Classifica (2021-23) | Posizione massima |
| -------------------- | ----------------- |
| Bielorussia          | 69                |
| Bulgaria             | 1                 |
| Croazia              | 24                |
| Finlandia            | 17                |
| Francia              | 125               |
| Kazakistan           | 14                |
| Polonia              | 1                 |
| Romania              | 1                 |
| Russia               | 1                 |
| Ucraina              | 1                 |

### Classifiche di fine anno
| Classifica (2022) | Posizione |
| ----------------- | --------- |
| Bulgaria          | 6         |
| Russia            | 8         |
| Ucraina           | 33        |
| Classifica (2023) | Posizione |
| Bielorussia       | 101       |
| Kazakistan        | 40        |
| Russia            | 157       |
| Ucraina           | 65        |
| Classifica (2024) | Posizione |
| Kazakistan        | 186       |
| Ucraina           | 137       |